# Тане (Во)
Тане (фр. Tannay) — громада  в Швейцарії в кантоні Во, округ Ньйон.

## Географія
Громада розташована на відстані близько 125 км на південний захід від Берна, 45 км на південний захід від Лозанни.
Тане має площу 1,8 км², з яких на 38,2% дозволяється будівництво (житлове та будівництво доріг), 47,8% використовуються в сільськогосподарських цілях, 14% зайнято лісами, 0% не є продуктивними (річки, льодовики або гори).

## Демографія
2019 року в громаді мешкало 1594 особи (+4,3% порівняно з 2010 роком), іноземців було 38,6%. Густота населення становила 881 осіб/км².
За віковим діапазоном населення розподілялося таким чином: 26,6% — особи молодші 20 років, 56,5% — особи у віці 20—64 років, 16,9% — особи у віці 65 років та старші. Було 573 помешкань (у середньому 2,7 особи в помешканні).
Із загальної кількості 152 працюючих 8 було зайнятих в первинному секторі, 15 — в обробній промисловості, 129 — в галузі послуг.